# Václav Kristen
Václav Kristen (12. dubna 1905 – ) byl český meziválečný fotbalista, záložník.

## Fotbalová kariéra
V československé lize hrál v letech 1925-1926 za SK Libeň. Nastoupil v 6 ligových utkáních a dal 1 gól.

## Ligová bilance
| Ročník                        | Zápasy | Góly | Klub     |
| ----------------------------- | ------ | ---- | -------- |
| Asociační liga 1925           | 2      | 1    | SK Libeň |
| Středočeská 1. liga 1925/1926 | 4      | 0    | SK Libeň |
| CELKEM                        | 6      | 1    |          |